# Kabinett McConnell II
Das Kabinett McConnell II war die vierte Regierung von Schottland vom 20. Mai 2003 bis zum 16. Mai 2007. Nach der Parlamentswahl in Schottland 2003, bei der die Scottish Labour Party zwar die meisten Sitze aber keine Absolute Mehrheit erhielt, verhandelte diese um eine Koalition. Eine Einigung wurde am 14. Mai 2003 mit den Scottish Liberal Democrats erzielt. Nach der Parlamentswahl in Schottland 2007 bildete die Scottish National Party unter Alex Salmond eine Minderheitsregierung.

## Regierung

### Kabinettsmitglieder
(Ministers, falls nicht anders erwähnt)
| Amt                                                              | Bild | Name              | Partei  | Partei     | Amtszeit  |
| ---------------------------------------------------------------- | ---- | ----------------- | ------- | ---------- | --------- |
| First Minister                                                   |      | Jack McConnell    |         | Labour     | 2003–2007 |
| Deputy First Minister Minister für Unternehmen und Weiterbildung |      | Jim Wallace       |         | LibDems    | 2003–2005 |
| Deputy First Minister Minister für Unternehmen und Weiterbildung |      | Nicol Stephen     | LibDems | 2005–2007  |           |
| Minister/in für Kommunale Angelegenheiten                        |      | Margaret Curran   |         | Labour     | 2003–2004 |
| Minister/in für Kommunale Angelegenheiten                        |      | Malcolm Chisholm  | Labour  | 2004–2006  |           |
| Minister/in für Kommunale Angelegenheiten                        |      | Rhona Brankin     | Labour  | 2006–2007  |           |
| Minister für Bildung                                             |      | Peter Peacock     |         | Labour     | 2003–2006 |
| Minister für Bildung                                             |      | Hugh Henry        | Labour  | 2006–2007  |           |
| Minister für Umwelt und Naturschutz                              |      | Ross Finnie       |         | LibDems    | 2003–2007 |
| Minister für Finanzen                                            |      | Andy Kerr         |         | Labour     | 2003–2004 |
| Minister für Finanzen                                            |      | Tom McCabe        | Labour  | 2004–2007  |           |
| Minister für Gesundheit                                          |      | Malcolm Chisholm  |         | Labour     | 2003–2004 |
| Minister für Gesundheit                                          |      | Andy Kerr         | Labour  | 2004–2007  |           |
| Ministerin für Justiz                                            |      | Cathy Jamieson    |         | Labour     | 2003–2007 |
| Ministerin für Angelegenheiten des Parlaments                    |      | Patricia Ferguson |         | Labour     | 2003–2004 |
| Ministerin für Angelegenheiten des Parlaments                    |      | Margaret Curran   | Labour  | 2004–2007  |           |
| Minister/in für Kultur, Tourismus und Sport                      |      | Frank McAveety    |         | Labour     | 2003–2004 |
| Minister/in für Kultur, Tourismus und Sport                      |      | Patricia Ferguson | Labour  | 2004–2007  |           |
| Minister für Transport und Telekommunikation                     |      | Nicol Stephen     |         | LibDems    | 2003–2005 |
| Minister für Transport und Telekommunikation                     |      | Tavish Scott      | LibDems | 2005–2007  |           |
| Lord Advocate                                                    |      | Colin Boyd        |         | Labour     | 2003–2005 |
| Lord Advocate                                                    |      | Elish Angiolini   |         | Unabhängig | 2005–2007 |

### Staatssekretäre
| Staatssekretäre(Junior Minister)                                | Name            | Partei | Partei            | Amtszeit  |
| --------------------------------------------------------------- | --------------- | ------ | ----------------- | --------- |
| Bildung und junge Menschen                                      | Euan Robson     |        | Liberal Democrats | 2003–2005 |
| Bildung und junge Menschen                                      | Robert Brown    |        | Liberal Democrats | 2005–2007 |
| Communities                                                     | Mary Mulligan   |        | Labour            | 2003–2007 |
| Unternehmen und Weiterbildung                                   | Lewis Macdonald |        | Labour            | 2003–2004 |
| Unternehmen und Weiterbildung                                   | Allan Wilson    |        | Labour            | 2004–2007 |
| Finanzen und öffentlicher Dienst Angelegenheiten des Parlaments | Tavish Scott    |        | Liberal Democrats | 2003–2005 |
| Finanzen und öffentlicher Dienst Angelegenheiten des Parlaments | George Lyon     |        | Liberal Democrats | 2005–2007 |
| Gesundheit und soziale Dienste                                  | Tom McCabe      |        | Labour            | 2003–2004 |
| Gesundheit und soziale Dienste                                  | Rhona Brankin   |        | Labour            | 2004–2005 |
| Gesundheit und soziale Dienste                                  | Lewis Macdonald |        | Labour            | 2005–2007 |
| Justiz                                                          | Hugh Henry      |        | Labour            | 2003–2006 |
| Justiz                                                          | Johann Lamont   |        | Labour            | 2006–2007 |
| Umwelt und ländlicher Raum                                      | Allan Wilson    |        | Labour            | 2003–2004 |
| Umwelt und ländlicher Raum                                      | Lewis Macdonald |        | Labour            | 2004–2005 |
| Umwelt und ländlicher Raum                                      | Rhona Brankin   |        | Labour            | 2005–2007 |
| Umwelt und ländlicher Raum                                      | Sarah Boyack    |        | Labour            | 2007      |